# Opper-Hessisch voetbalkampioenschap 1909/10
In 1909/10 werd het tweede Opper-Hessisch voetbalkampioenschap gespeeld, dat georganiseerd werd door de West-Duitse voetbalbond. 
Gießener FC 1900 werd kampioen en plaatste zich voor de West-Duitse eindronde. De club verloor in de eerste ronde van Casseler FV 95.

## A-Klasse
| Plaats | Club             | Wed. | W | G | V | Saldo | Ptn. |
| ------ | ---------------- | ---- | - | - | - | ----- | ---- |
| 1.     | Gießener FC 1900 | 8    |   |   |   | 30:17 | 13:3 |
| 2.     | FC Jahn Siegen   | 8    |   |   |   | 42:18 | 11:5 |
| 3.     | VfB 1905 Marburg | 8    |   |   |   | 31:16 | 10:6 |
| 4.     | FC Wetzlar 1905  | 8    |   |   |   | 8:47  | 4:12 |
| 5.     | VfB 08 Gießen    | 8    |   |   |   | 17:30 | 2:14 |

|  | Kampioen |